# 마이크로소프트 오피스 어카운팅
마이크로소프트 오피스 어카운팅(Microsoft Office Accounting)은 1-25명의 직원을 가지고 있는 중소기업을 대상으로 한 제품으로, 금융 정보를 관리하고 쉽게 은행에 입출금을 할 수 있도록 만들어진 이 소프트웨어는 오피스 어카운팅 익스프레스라는 무료 버전과 오피스 어카운팅이라는 유료 버전이 존재한다.

## 버전
| 버전 (도움말/보기에 따른 정보) | 서비스 팩   | 출시일           | 다운로드 |
| ------------------------------ | ----------- | ---------------- | -------- |
| 4.0.2325.0                     | 서비스 팩 1 | 2009년 2월 20일  | 다운로드 |
| 4.0.3318.0                     | 서비스 팩 2 | 2009년 10월 27일 | 다운로드 |
| 4.0.3610.0                     | 서비스 팩 3 | 2010년 2월 23일  | 다운로드 |

## 같이 보기
- 마이크로소프트 다이내믹스